# Pingchuan
Pingchuan (en chino:平川区, pinyin:Píngchuān qū) es un distrito urbano bajo la administración directa de la ciudad-prefectura de Baiyin en la provincia de Gansu, República Popular China, con una población censada en noviembre de 2010 de 192 399 habitantes.
Se encuentra situada en el este de la provincia, cerca de la frontera con la región autónoma de Ningxia y del río Amarillo (Huang He).